# Saxifraga montserratii
Saxifraga montserratii är en stenbräckeväxtart som beskrevs av T.E. Díaz Gonzalez, M.P. Fernández Areces, J. Pérez Carro. Saxifraga montserratii ingår i Bräckesläktet som ingår i familjen stenbräckeväxter. Inga underarter finns listade i Catalogue of Life.